# Smith & Wesson Model 645
Smith & Wesson Model 645 — американский самозарядный пистолет производства компании Smith & Wesson из серии 4500. Производился в 1985—1988 годах, при его изготовлении использовались детали из нержавеющей стали, что придавало высокую надёжность и позволяло его использовать при любой погоде. Пистолет производился под патрон .45 ACP.
Также в 1986—1990 годах выпускалась его модификация под названием Smith & Wesson Model 745 — спортивный вариант пистолета с одиночным УСМ, предназначенного для соревнований по практической стрельбе под эгидой IPSC. Модель 745 изготавливалась частично из нержавеющей стали (пистолетная рама) и из воронёной стали (затвор).

## Описание

### Модель 645
Первые образцы пистолетов Smith & Wesson под патрон .45 ACP начали производиться с 1984 года. Модель 645 появилась в 1985 году по многочисленным заказам как альтернатива пистолетам под 9-мм патроны Парабеллум. Ударно-спусковой механизм модели 645 — двойного действия. Вкладыш ствола является не отдельным, как у M1911, а встроенным в дуло. Рама и затвор изготавливались полностью из нержавеющей стали; флажковый двухсторонний предохранитель разработан специально как для правшей, так и для левшей; скоба спускового крючка изготовлена в форме квадрата; щёчки на рукояти выполнены из пластика. Модель производилась с 1985 по 1988 годы и вскоре была заменена новыми образцами.

### Модель 745
Модель 745 использовала ударно-спусковой механизм одиночного действия с закреплённым стволом, прицелом Новака (с возможностью установки дополнительного прицела) и съёмный блокиратор спускового крючка, а также курковый предохранитель. Затвор изготавливался из воронёной стали, рама — из нержавеющей, а щёчки — из дерева грецкого ореха. Производство осуществлялось с 1986 по 1990 годы; на пистолете выгравирована надпись в честь 10-летия IPSC «IPSC 10th Anniversary 1976-1986».

## Нумерация
Для третьего поколения своих пистолетов компания Smith & Wesson ввела новую маркировку моделей в виде четырёхзначных чисел. Так, одной из первых таких моделей стала Model 4505, производившаяся в 1991 году — модифицированный пистолет модели 645 с затвором из воронёной стали и двухсторонним предохранителем. На некоторые модели 4505 ставился прицел системы Novak Lo-Mount. Model 4506 изготавливалась из прокатной стали с прицелом системы Novak Lo-Mount с пластиковой рукоятью Xenoy и использованием либо прямой, либо арочной задней поверхности рукояти. С 1998 года скоба спускового крючка была уже круглой, а не квадратной формы. Модель 4506 производилась с 1988 по 2001 годы.

## В культуре
- Пистолет Smith & Wesson 645 является оружием детектива Сонни Крокетта из телесериала «Полиция Майами» и используется в сериях 3-го и 4-го сезонов[3].